# Guinea az 1968. évi nyári olimpiai játékokon
Guinea a mexikói Mexikóvárosban megrendezett 1968. évi nyári olimpiai játékok egyik részt vevő nemzete volt. Az országot az olimpián 1 sportágban 15 sportoló képviselte, akik érmet nem szereztek. Guinea első alkalommal vett részt az olimpiai játékokon.

## Labdarúgás
| Guineai labdarúgócsapat-játékoskeret | Guineai labdarúgócsapat-játékoskeret |
| --- | --- |
| - Pierre Bangoura - Fodé Camara - Mamadou Camara - Mamadouba Camara - Morlaye Camara - Souleymane Chérif - Sékou Condé - Ali Badara Dia - Ibrahima Kandia Diallo - Ibrahima Fofana | - Ibrahima Sory Keita - Amadou Sankon - Mamadi Sano - Mamadouba Soumah - Soriba Soumah - Jacob Bangoura* - Samuel Smith* - Morciré Sylla* - Souleymane Sylla* |

* - nem játszott csak nevezve volt

### Eredmények
Csoportkör
A csoport
| Csapat        | M | Gy | D | V | G+ | G– | Gk | P |
| ------------- | - | -- | - | - | -- | -- | -- | - |
| Franciaország | 3 | 2  | 0 | 1 | 8  | 4  | +4 | 4 |
| Mexikó        | 3 | 2  | 0 | 1 | 6  | 4  | +2 | 4 |
| Kolumbia      | 3 | 1  | 0 | 2 | 4  | 5  | –1 | 2 |
| Guinea        | 3 | 1  | 0 | 2 | 4  | 9  | –5 | 2 |

| 1968. október 13. |

| Franciaország (FRA)                     | 3–1               | Guinea             |
| --------------------------------------- | ----------------- | ------------------ |
| Hallet 61' Horlaville 64' Perrigaud 70' | (0–0) Jegyzőkönyv | Mamadou Camara 79' |

| Cuauhtémoc stadion, Puebla Játékvezető: Milivoje Gugulović (YUG) Asszisztensek: Seyoum Tarekegn (ETH), Karol Galba (TCH) |

| 1968. október 15. |

| Guinea (GUI)                     | 3–2               | Kolumbia               |
| -------------------------------- | ----------------- | ---------------------- |
| Mo. Camara 26' F. Camara 58' 84' | (1–0) Jegyzőkönyv | Santa 49' Mosquera 66' |

| Cuauhtémoc stadion, Puebla Játékvezető: Dimitar Rumencsev (BUL) Asszisztensek: Zsolt István (HUN), Ávráhám Klein (ISR) |

| 1968. október 17. |

| Mexikó (MEX)                  | 4–0               | Guinea    |
| ----------------------------- | ----------------- | --------- |
| Pereda 70' 85' Pulido 86' 88' | (0–0) Jegyzőkönyv | Keita 72′ |

| Azteca stadion, Mexikóváros Játékvezető: Vancsaj Szuvari (THA) Asszisztensek: Augusto Robles (GUI), George Lamptey (GHA) |

| Csapat       | Helyezés |
| ------------ | -------- |
| Guinea (GUI) | 13.      |